# Санктуарій Народження і хрещення св.Фаустини в Свинницях Варцких
Санктуарій Народження і хрещення св.Фаустини—римокатолицька церковна парафія під управлінням Єпархії Влоцлавека.
Цегляна церква була побудована в середині XIX ст.Матеріалом служила червона обпалена цегла,фундамент також з каменю,церква відома через те що саме в ній охрестили, католицьку святу,проповідницю Божого Милосердя сестру Фаустину Ковальську.У престіберії на вівтарі висічені слова які Ісус сказав своїй сестрі під час її молитви в храмі.15 вересня 2002 р.з ініціативи єпископа влоцлавека Броніслава Дембовського храм був добудований.Статус санктуарія було надане єпископом Влоцлавека,Броніславом Дембовським 15 вересня 2002 року.
16 лютого 2004 було прийнято рішення про розширення храму.11 березня 2004 комісія єпархії Влоцлавека під керівництвом єпископа Веслава Меринга доручила інженеру Едуарду Варкабі виконання проекту розширення храму.У свято Божого Милосердя ,3 квітня 2005 р. єпископ Станіслав Гебіцкі освятив місце будівництва,наступного ж дня розпочались роботи.23 серпня 2015 року єпископ Веслав Меринг освятив добудовану частину храму.